# A/UX
A/UX (Apple Unix에서 따옴)는 애플이 몇몇 매킨토시 기종을 위해 만든 유닉스 계열 운영 체제이다. 최근 출시된 A/UX는 매킨토시 II. 매킨토시 쿼드라. 매킨토시 센트리스 시리즈 및 매킨토시 SE/30에서 작동된다. A/UX는 1988년 처음으로 출시되었다. A/UX는 FPU와 메모리 관리 장치를 포함하는 모토로라 68k 프로세서를 요구한다. 유닉스 시스템 V 릴리즈 2.2에 기반해 있으며 시스템 V 릴리즈 3 및 4, BSD 버전 4.2 및 4.3의 몇가지 기능도 포함하고 있다.

## 기능
A/UX 3.x는 매킨토시랑 아주 흡사한 그래픽 사용자 인터페이스를 제공한다. A/UX의 파인더는 시스템 7에 있는 파인더랑 아주 같은 버전은 아니지만. 유닉스 프로세스에서 작동하고 커널 및 파일 시스템과 소통할 수 있게 구성되었다. 또한 A/UX는 CommandShell이라는 터미널 프로그램을 제공했다. 이 프로그램은 맥 OS에서는 절대 없었던. 유닉스 시스템용 커맨드 라인 인터페이스를 사용할 수 있다. X 윈도 시스템 서버 애플리케이션 MacX는 파인더에서 바로 X 윈도 시스템 애플리케이션을 로딩할 수 있는 터미널 프로그램이다. 또한 사용자는 풀 X11R4 세션을 파인더 없이 실행할 수 있다.
호환 레이어를 이용해서, A/UX는 매킨토시 시스템 7.0.1, 유닉스, 및 하이브리드 애플리케이션을 구동할 수 있다. 하이브리드 애플리케이션은 매킨토시 및 유닉스 시스템의 기능을 모두 사용한다.
A/UX는 커맨도라는 유틸리티를 탑재하고 있다. 이 프로그램은 유닉스 커맨드를 사용할 수 있게 해주는 도구다. 파인더에서 유닉스 실행 파일을 오픈하면 파일을 유닉스 커맨드 라인으로 여는 옵션을 선택할 수 있다.
A/UX 사용자들은 대부분의 A/UX의 응용 프로그램을 "재규박스"라는 NASA의 서버에서 받았다. 재규박스의 관리자는 A/UX FAQ의 작성자이기도 하다. 재규박스는 현재 닫혔지만 몇몇 미러는 아직도 운영되고 있다.

## 사라짐
마지막 A/UX 버전인 3.1.1은 1995년 릴리즈되었다. A/UX는 모토로라 68000 프로세서에 FPU 및 메모리 관리 유닛을 탑재한 매킨토시에서만 작동되었다. A/UX 4.0이 파워PC용으로 포팅 될 것이라는 루머는 있었지만. 애플은 한번도 A/UX를 파워PC 프로세서용으로 포팅 한 적이 없었다. 애플은 1996년 A/UX 개발을 중단하고. 애플 네트워크 서버에 IBM의 AIX 운영 체제를 크게 편집한 버전을 사용하게 된다. 스티브 잡스가 애플로 돌아온 이후, 새로운 유닉스 운영 체제가 맥 OS X 안에 들어가게 되는데. A/UX와 거의 관계가 없고, 대부분 BSD 기반 NeXTSTEP의 영향을 받았다.
몇몇 독립된 서버들이 아직도 A/UX를 구동하고 있기는 하지만. A/UX를 구동하는 컴퓨터는 현재 거의 사라졌다.

## 같이 보기
- MacOS
- MkLinux